# Движение на свободните офицери (Египет)
Движение на свободните офицери или само Свободните офицери (на арабски: حركة الضباط الأحرار; Харакат ад-Дуббат ал-Ахрар) е тайна организация в Египет, осъществяваща Юлската революция, в хода на която е свалена монархията в държавата. Основана е от подполковникът Гамал Абдел Насър през лятото на 1949 година, след поражението на Египет в Арабско-израелската война.